# Nicolas Boindin
Nicolas Boindin (* 29. Mai 1676; † 30. November 1751) war ein französischer Gelehrter und Dramatiker.

## Leben und Werk
Nicolas Boindin schrieb im Alter von 25 bis 30 Jahren Theaterstücke teils allein, teils zusammen mit Antoine Houdar de La Motte. 1706 wurde er Mitglied der Académie des inscriptions et belles-lettres und legte Abhandlungen zur Theatergeschichte vor, betreffend das antike Theater, das italienische und das französische. Nach seinem Tod 1753 (im Alter von 75 Jahren) veranstaltete der Verleger Pierre Prault (1685–1768) eine Gesamtausgabe seiner Werke, deren zweiter Band acht bis dahin ungedruckte sprachwissenschaftliche Abhandlungen enthält. Boindins Komödien wurden 1997 von John Dunkley neu herausgegeben. Alain Niderst sah ihn als typischen Vertreter der libertinistischen Religionsabgewandtheit der Régence.

## Werke

### Theater
- Le bal d’Auteuil, comédie en prose et en trois actes suivie d’un divertissement représenté pour la première fois, le mardi 28 août 1701.
- (mit Houdar de La Motte) Les Trois Gascons. 1701.
- (mit Houdar de La Motte) Le Port de mer. 1704.
- John Dunkley (Hrsg.) Quatre comédies. Société des textes français modernes, Paris 1997. (einschließlich "Le petit-maître de robe")

### Wissenschaft
- Lettres historiques à Mr. Dxxx sur la nouvelle Comédie italienne. 2 Bde. P. Prault, Paris 1717.
- Lettres historiques sur tous les spectacles de Paris. P. Prault, Paris 1719. (I. Première lettre sur la Comédie françoise ; IV. Lettre première sur les foires de Saint-Germain et de Saint Laurent dernières ; II. Lettre première sur l’Opéra)
- Mémoires pour servir à l’histoire du célèbre Rousseau. Brüssel 1753.
- Oeuvres de monsieur Boindin. 2 Bde. Prault fils, Paris 1753.
  - Tome premier. Contenant ses pièces de théâtre et ses conjectures sur le mérite d’Homère.
  - Tome Second. Contenant des remarques sur les sons de la langue, et sur les noms des Romains, avec des discours sur les tribus romaines et le théâtre des anciens.
    - (sprachwissenschaftliche Abhandlungen)
    - 1. Remarques sur les sons de la langue
    - 2. Observations sur quelques voyelles et quelques consonnes échappées à Monsieur l’Abbé de Dangeau
    - 3. Réflexions sur l’usage prosodique des accents
    - 4. Préservatif contrela Grammaire du P. Buffier
    - 5. Remarques sur le livre intitulé Réflexions philosophiques sur l’origine des langues et la signification des mots (von Pierre Louis Moreau de Maupertuis, 1740)
    - 6. Observations sur la nouvelle Grammaire de M. l’Abbé Girard (1747)
    - 7. Remarques sur la traduction de l’Appendix du P. Jouvenci, par M. du Marsais. (Joseph de Jouvancy, 1643–1719)
    - 8. Réflexions critiques sur les Règles de la Versification
- Discours sur la forme et la construction du théâtre des anciens. In: Histoire de l’Académie royale des inscriptions et belles-lettres 27, 1761, S. 136–153.